# 紹里木
紹里木（葡萄牙語：Saurimo）是安哥拉東北部的城鎮，也是南倫達省的首府，海拔高度1,081米，每年平均降雨量1,342毫米，雨量集中在11月至3月，鎮內經濟活動以農業、採鑽業、手工業和捕魚業為主，主要食糧有玉米、番薯和甘薯。
原镇被称为恩里克·德·卡瓦略，葡萄牙探险家恩里克·德·卡瓦略于1884年访问了该地区，联系了当地的隆达人。它坐落在安哥拉东北部在3557英尺（1,081米）以上的海平面升高。这是一个驻军镇和当地的市场中心。主要经济活动是当今农业和钻石。主要的食品是玉米、番薯和山药。其他活动主要有手工业、渔业和钻石。